# Oberes Savinja-Tal
Das Obere Savinja-Tal (slowenisch: Zgornja Savinjska dolina, historische deutsche Bezeichnung: Oberes Sanntal) ist ein Tal im Becken des Oberlaufs des Flusses Savinja in Slowenien.
Das obere Savinja-Tal ist eine typische Alpenlandschaft. Im Quellgebiet der Savinja umfasst es die Steiner Alpen mit den Alpentälern Matkov kot, Robanov kot, Logar-Tal und einem Teil der Karawanken mit Olševa. 
Das Gebiet umfasst eine Fläche von 507 km². Lokale Gemeinden sind Mozirje, Nazarje, Rečica ob Savinji, Gornji Grad, Ljubno, Luče, Solčava.

## Sehenswürdigkeiten und Aktivitäten
- Logar-Tal und Nachbartäler
- Snežna jama, die am höchsten gelegene Schneehöhle Sloweniens, die besichtigt werden kann
- Solčava-Panoramastraße[2]
- Steiner Alpen
- Golte-Hochebene mit Skigebiet und Golte-Landschaftspark
- Savina Skisprungzentrum (Ljubno)